# Ildeberto Beirão
Ildeberto Cláudio Baptista Beirão (Lisboa, 1 de Julho de 1942) é um ator português.

## Família
Filho de Emídio Baptista Beirão e de sua mulher Lucília de Jesus Cláudio.

## Biografia
Ator de comédia.

## Filmografia
- Café do Surdo (vários episódios, 1994) ....
- Minas e Armadilhas (vários episódios, 1994) .... Vários
- Os Malucos do Riso (vários episódios, 1995) .... Vários
- Os Trapalhões em Portugal (2 episódios, "17 de agosto de 1995" e "7 de setembro de 1995", 1995) ....
- Camilo & Filho Lda. (1 episódio, "Cartas na Mesa", 1996) ....
- Cadeira do Poder (vários episódios, 1997) ....
- Camilo na Prisão (3 episódios, "A Lata de Ananás", "O Mapa do Tesouro" e "O Juiz", 1998) ....
- Companhia do Riso (vários episódios, 1999) .... Vários
- Bacalhau com Todos (vários episódios, 2000) .... Liberto
- Jornalistas (1 episódio, "O Que é Que Aconteceu em Madrid?", 2000) .... Caixinha
- Estação da Minha Vida (vários episódios, 2001) .... Madail
- Inspector Max (1 episódio, "Sangue Frio", 2005) .... Pescador

## Casamento e descendência
Casou em Londres a 3 de Dezembro de 1969 com Marta Maria Penaguião de Lemos, nascida em Lisboa, São Sebastião da Pedreira, a 27 de Outubro de 1947, filha de José Maria Trigoso de Lemos Seixas Castelo-Branco (Lisboa, Campo Grande, 1 de Janeiro de 1918), bisneto por varonia e sobrinho-trineto do 2.º Barão do Real Agrado e 2.º Visconde do Real Agrado e bisneto e sobrinho-trineto do 2.° Senhor de Serém avô materno da 1.ª Condessa de Castelo, e de sua mulher (Lisboa, Campo Grande, 8 de Janeiro de 1944) Maria do Carmo de Noronha Penaguião (Lisboa, São Sebastião da Pedreira, 20 de Novembro de 1923), pelo menos tetraneta dum Italiano, 6.ª neta do 5.º Conde dos Arcos, 7.ª neta do 2.º Conde de Santiago de Beduído, sobrinha-tetraneta do 1.º Conde de Belmonte, sobrinha-tetraneta do 3.º Visconde de Mesquitela de juro e herdade e 1.º Conde de Mesquitela, do Visconde da Cunha e Marquês da Cunha no Brasil e do 1.º Conde da Ilha da Madeira, da qual se divorciou e da qual tem uma filha, Ulla de Lemos Beirão.